# Liste des longs-médias de Détective Conan
Cet article présente la liste des longs-médias adaptés du manga Détective Conan. 
En 2025, 28 films d'animation, 12 OAV, 7 Magic Files et 2 téléfilms sont sortis.
Il existe aussi 4 drama télévisé live et une série télévisée live.

## Films d'animation
| No | Titre français                                          | Titre japonais                             | Titre japonais                                                                                | Date de 1re diffusion                            |
| No | Titre français                                          | Kanji                                      | Rōmaji                                                                                        | Date de 1re diffusion                            |
| --- | ------------------------------------------------------- | ------------------------------------------ | --------------------------------------------------------------------------------------------- | ------------------------------------------------ |
| 1 | Détective Conan : Le Gratte-Ciel infernal               | 名探偵コナン 時計じかけの摩天楼            | Meitantei Conan: Tokei Jikake no Matenrō (Détective Conan : Le Mécanisme du Gratte-Ciel)      | 19 avril 1997 (Japon) 26 septembre 2007 (France) |
| Shinichi Kudo reçoit une invitation pour une fête d'un célèbre architecte. Sur la demande de Conan qui usurpe la voix de Shinichi, Ran, son père et Conan s'y rendent. Quelques jours après cette fête, Conan reçoit un appel d'un homme étrange masquant sa voix et menaçant de faire exploser plusieurs bombes. Avec le peu d'indices donnés, Conan devra retrouver toutes les bombes et démasquer le dangereux pyromane qui tentera de tuer les Détective Boys et Ran. |                                                         |                                            |                                                                                               |                                                  |
| 2 | Détective Conan : La Quatorzième Cible                  | 名探偵コナン 14番目の標的                  | Meitantei Conan: Jūyon banme no Tāgetto (Détective Conan : La Quatorzième Cible)              | 18 avril 1998 (Japon) 21 novembre 2007 (France)  |
| Dans la même semaine, l'inspecteur Megure, Eri Kisaki et le professeur Agasa se font agresser. Une conclusion s'impose : on cherche à nuire à Kogoro Mouri. Le suspect semble vouloir jouer avec lui, car chacune des personnes agressées a un lien avec une des 13 cartes de pique. Et l'as de pique ne désigne qu'une personne : Shinichi Kudo. |                                                         |                                            |                                                                                               |                                                  |
| 3 | Détective Conan : Le Magicien de la fin du siècle       | 名探偵コナン 世紀末の魔術師                | Meitantei Conan: Seikimatsu no Majutsushi (Détective Conan : Le Magicien de la Fin du Siècle) | 17 avril 1999 (Japon) 19 mars 2008 (France)      |
| L‘Insaisissable Kid, le Prince des voleurs, tente de s'emparer de l’Œuf Impérial de Russie, un trésor inestimable de la dynastie des Romanov. Mais il semble ne pas être le seul à vouloir s'en emparer car alors que Shinichi se demande s’il parviendra à capturer le Kid, qui lui a déjà échappé par le passé, le voleur est abattu par un assassin connu sous le seul nom de Scorpion ! Celui-ci se trouve parmi les voyageurs qui sont à bord du même yacht que Conan...L’Œuf de Fabergé maudit se trouve en effet au cœur d’une vengeance implacable... Shinichi pourra-t-il protéger le joyau et mettre en échec le plan machiavélique du Scorpion ?                                                                                                  |                                                         |                                            |                                                                                               |                                                  |
| 4 | Détective Conan : Mémoire assassine                     | 名探偵コナン 瞳の中の暗殺者                | Meitantei Conan: Hitomi no Naka no Ansatsusha (Détective Conan : Vision Assassine)            | 22 avril 2000 (Japon) 16 juillet 2008 (France)   |
| Alors qu'un tueur en série s'attaque à des inspecteurs de police, Ran va être témoin d'une tentative de meurtre du criminel sur l'agente de police Sato. Traumatisé, elle perd la mémoire. Cependant, le criminel, sachant que Ran connaît son identité, tente de la faire taire... |                                                         |                                            |                                                                                               |                                                  |
| 5 | Détective Conan : Décompte aux cieux                    | 名探偵コナン 天国へのカウントダウン        | Meitantei Conan: Tengoku he no Kawanto Dawan (Détective Conan : Compte à Rebours Céleste)     | 21 avril 2001 (Japon) 8 avril 2009 (France)      |
| Kogoro est invité aux deux tours jumelles de Tokyô pour une visite spéciale une semaine avant la cérémonie d'ouverture. Peu après avoir quitté les lieux, les personnes ayant participé à la construction de la tour sont assassinées les unes après les autres. Sans compter sur le fait que la voiture de Gin a été aperçue au pied du bâtiment lors de la visite de Kogoro. |                                                         |                                            |                                                                                               |                                                  |
| 6 | Détective Conan : Le Fantôme de Baker Street            | 名探偵コナン ベイカー街の亡霊              | Meitantei Conan: Beikā Sutorīto no Bōrei (Détective Conan : Le Fantôme de Baker Street)       | 20 avril 2002                                    |
| Un jeune programmeur de génie se suicide après avoir lancé une intelligence artificielle de sa conception sur le réseau. Kogorô est invité à la cérémonie d'ouverture du jeu de réalité virtuelle "Cocoon", mais un meurtre a lieu. La solution de ce meurtre semble se trouver dans le jeu et Conan s'y aventure donc pour résoudre ce mystère. Mais l'intelligence artificielle prend le contrôle du jeu et menace de tuer ses participants, tous fils de dirigeants de grandes entreprises japonaises ou de membres du gouvernement. |                                                         |                                            |                                                                                               |                                                  |
| 7 | Détective Conan : Croisement dans l'ancienne capitale   | 名探偵コナン 迷宮の十字路                  | Meitantei Conan: Meikyū no Jūjiro                                                             | 19 avril 2003                                    |
| Dans un temple de Tokyo, trois hommes se réunissent secrètement lorsque surgit subitement une ombre noire portant un masque d’Okina qui les élimine un à un, à l’aide d’un arc et d’une épée. Au même moment, à Osaka et Kyoto, deux meurtres sont également commis. La police ne parvient pas à trouver le mobile de ces différents meurtres : vengeance ? conflits internes ?Dans ce climat de confusion, Conan débarque à Kyoto dans la région d'Osaka accompagné de Kogoro,Ran et Sonoko voir Heiji et Kazuha. Heiji et Conan s'allient une fois de plus pour prendre l'affaire en main et vont faire de telles découvertes... qu'ils seront la cible du tueur...                                                                                        |                                                         |                                            |                                                                                               |                                                  |
| 8 | Détective Conan : Le Magicien du ciel argenté           | 名探偵コナン 銀翼の奇術師                  | Meitantei Conan: Ginyoku no Kijutsushi                                                        | 17 avril 2004                                    |
| Une comédienne reçoit une lettre de Kaitô Kid, menaçant de voler un joyau appartenant à la jeune femme. Cette dernière décide de se faire aider par Kogoro Mouri. Selon lui, le vol aura lieu lors de la représentation de la pièce “Joséphine”, à laquelle Julie (l’actrice) participe. Conan, Ran,les détectives Boys, Haibara et même Sonoko sont de la partie. |                                                         |                                            |                                                                                               |                                                  |
| 9 | Détective Conan : Stratégie en profondeur               | 名探偵コナン 水平線上の陰謀                | Meitantei Conan: Suihei Senjō no Sutoratēji                                                   | 9 avril 2005                                     |
| À bord d’un luxueux bateau, Conan et toute sa petite troupe au grand complet voguent au gré de cette paisible croisière. Bien évidemment, un évènement viendra rapidement briser cette utopique félicité : le meurtre de l’un des passagers. Cet incident déclenchera une réaction en chaîne allant jusqu’à mettre en péril la vie des 600 passagers. |                                                         |                                            |                                                                                               |                                                  |
| 10 | Détective Conan : Le Requiem des détectives             | 名探偵コナン 探偵たちの鎮魂歌              | Meitantei Conan: Tantei-tachi no Requiem                                                      | 15 avril 2006                                    |
| Conan et toute sa petite troupe sont invités dans un tout nouveau parc d'attractions. Mais si Kogoro est présent c'est avant tout pour résoudre une affaire. On remet tout d'abord à chaque invité un bracelet électronique qui est un pass pour toutes les activités. Tandis que les autres partent profiter du parc,Conan et Kogoro sont mis au courant de l'enquête à résoudre par le propriétaire du parc,mais ce mystérieux client ne leur facilite pas la tâche car celui-ci menace de faire exploser leurs amis et eux-mêmes via le bracelet VIP qu'ils ont reçu,s'ils ne résolvent pas dans un temps limité une enquête qui leur est confié.Conan et Heiji vont devoir résoudre cette énigme ensemble.                                               |                                                         |                                            |                                                                                               |                                                  |
| 11 | Détective Conan : Jolly Roger et le Cercueil bleu azur  | 名探偵コナン 紺碧の棺                      | Meitantei Conan: Konpeki no Jorī Rojā                                                         | 21 avril 2007                                    |
| Nous retrouvons nos héros en vacances à Okinawa, sur une île du Pacifique. Le guide qui s'occupe d'eux propose aux enfants une chasse au trésor. Cependant des événements étranges ont lieu : une attaque de requins, un vol au musée… Tout semble lié à une vieille légende sur Mary Read et Anne Bonnie car l'île est un lieu qui a donné naissance à une légende : on raconte que deux femmes pirates auraient caché quelque part leur butin il y a plus de 300 ans. Évidemment, cette histoire attire les chasseurs de trésor et l'île sera le théâtre d’une nouvelle énigme à résoudre pour Conan, Ran et les autres. |                                                         |                                            |                                                                                               |                                                  |
| 12 | Détective Conan : La Mélodie de la peur                 | 名探偵コナン 戦慄の楽譜                    | Meitantei Conan: Senritsu no Furu Sukoa                                                       | 19 avril 2008                                    |
| Conan sa petite troupe sont invités à une ouverture de la salle de concert d'uncélèbre pianiste. La tête d’affiche est une chanteuse à la voix prodigieuse Akiba Reiko. Conan et ses amis ne tardent pas à découvrir que cette dernière est devenue la cible d’un agresseur particulièrement audacieux et prêt à tout pour la réduire au silence. Mais pour quelle raison ? |                                                         |                                            |                                                                                               |                                                  |
| 13 | Détective Conan : Le Chasseur noir de jais              | 名探偵コナン 漆黒の追跡者                  | Meitantei Conan: Shikkoku no Cheisā                                                           | 18 avril 2009                                    |
| 14 | Détective Conan : L'Arche du Ciel                       | 名探偵コナン 天空の難破船（ロスト・シップ) | Meitantei Conan: Tenkū no Rosuto Shippu                                                       | 17 avril 2010                                    |
| 15 | Détective Conan : Les Quinze Minutes de silence         | 名探偵コナン 沈黙の15分）                  | Meitantei Conan: Chinmoku no Kuotā                                                            | 16 avril 2011                                    |
| Conan, les détectives juniors, Kogoro, Ran, Sonoko, et le professeur Agasa partent profiter de la montagne quelques jours et vont découvrir le passé mystérieux de ce village peut être en lien avec la visite prochaine du gouverneur qui vient de subir une tentative de meurtre dans le Shinkansen. |                                                         |                                            |                                                                                               |                                                  |
| 16 | Détective Conan : Le Onzième Attaquant                  | 名探偵コナン 11人目のストライカー          | Meitantei Conan: Jūichininme no Sutoraikā                                                     | 14 avril 2012                                    |
| Conan et les détectives juniors participent à une rencontre avec des joueurs de foots professionnels, les big Osaka et Tokyo Spirit, en compagnie de Kogoro, Ran, Sonoko et du professeur Agasa. Peu de temps après, Kogoro reçoit un coup de téléphone mystérieux annonçant un attentat à la bombe. La police essaie d'identifier le coupable tandis que les matchs de la Japan League attirent les foules. |                                                         |                                            |                                                                                               |                                                  |
| 17 | Détective Conan : Un détective privé en mer lointaine   | 名探偵コナン 絶海の探偵                    | Meitantei Conan: Zekkai no Puraibeto Ai                                                       | 20 avril 2013                                    |
| 18 | Détective Conan : Le Sniper dimensionnel                | 名探偵コナン 異次元の狙撃手                | Meitantei Conan: Ijigen no Sniper                                                             | 19 avril 2014                                    |
| 19 | Détective Conan : Les Tournesols des flammes infernales | 名探偵コナン 業火の向日葵                  | Meitantei Conan: Gōka no himawari                                                             | 18 avril 2015                                    |
| 20 | Détective Conan : Le Pire Cauchemar                     | 名探偵コナン 純黒の悪夢                    | Meitantei Konan: Junkoku no Naitomea                                                          | 16 avril 2016                                    |
| Un espion infiltré à l'Agence Nationale de Police Japonaise, a récupéré des fichiers secrets de la Grande-Bretagne MI6, de l'Allemagne BND, de la CIA et du FBI américain. Rei Furuya et un groupe du PSB de la police de Tokyo ont intercepté l'espion pendant la fuite, et juste avant l'accident majeur de la voiture, l'agent du FBI Shuichi Akai sniper a écrasé le véhicule de l'espion. Le lendemain, à l'aquarium de Tokyo avec la grande roue, Conan et les Detective Boys ont trouvé une femme aux yeux hétérochrome ayant subi une perte de mémoire et possédant un téléphone cellulaire cassé sur elle. Conan et les Detectives Boys décident de rester et d'aider la femme a retrouver la mémoire mais restent sous l'œil vigilant de Vermouth. |                                                         |                                            |                                                                                               |                                                  |
| 21 | Détective Conan : La Lettre d'amour écarlate            | 名探偵コナン から紅の恋歌                  | Meitantei Konan: Kara Kurenai no Rabu Retta                                                   | 15 avril 2017                                    |
| Après un attentat à la bombe au siège de Nichiuri TV où a lieu la coupe Satsuki, le concours national de jeu de cartes karuta, Conan enquête sur une mystérieuse belle fille s'appelant Momiji Ooka et sur le meurtre du champion en titre de karuta. |                                                         |                                            |                                                                                               |                                                  |
| 22 | Détective Conan : L'Exécutant de Zero                   | 名探偵コナン ゼロの執行人                  | Meitantei Konan: Zero no Shikkōnin                                                            | 13 avril 2018                                    |
| Après un autre attentat à la bombe au nouvel établissement Edge of Ocean qui se prépare à accueillir un sommet important, Conan enquête sur Tōru Amuro, le policier arrivé le premier sur les lieux et qui semble être plus mystérieux qu'il n'y paraît. |                                                         |                                            |                                                                                               |                                                  |
| 23 | Détective Conan : Le Poing du Saphir Bleu               | 名探偵コナン 紺青の拳                      | Meitantei Conan: Konjō no Fisuto                                                              | 12 avril 2019                                    |
| Alors que Makoto participe à un tournoi d'arts martiaux à Singapour, Conan est enlevé par Kaitō Kid pour l'aider à s'emparer d'un légendaire saphir bleu. |                                                         |                                            |                                                                                               |                                                  |
| 24 | Détective Conan : La Balle Écarlate                     | 名探偵コナン 緋色の弾丸                    | Meitantei Konan Hiiro no Dangan                                                               | 16 avril 2021 (Japon) 26 mai 2021 (France)       |
| Le Japon se prépare à accueillir les Jeux Sportifs Mondiaux (JSM) à Tokyo. Le tout nouveau train à très grande vitesse Hyper Linear « Japanese Bullet » est le premier au monde à opérer dans un tunnel sous vide. Ce bijou de la technologie japonaise, capable d’atteindre 1000km/h, sera inauguré à l’ouverture des JSM. Lors d’une fête organisée pour les sponsors des jeux, d’étranges incidents ont lieu, puis des personnalités sont kidnappées. Conan enquête et trouve un lien potentiel avec les kidnappings qui ont eu lieu aux JSM de Boston 15 ans auparavant. |                                                         |                                            |                                                                                               |                                                  |
| 25 | Détective Conan : La Fiancée de Shibuya                 | 名探偵コナン ハロウィンの花嫁              | Meitantei Conan: Halloween no Hanayome                                                        | 15 avril 2022 (Japon) 18 mai 2022 (France)       |
| Une alerte à la bombe dans le quartier de Shibuya fait revenir des mauvais souvenir à l'inspectrice Satô. Le mystérieux poseur de bombe "Plamya" va donner du fil à retorde à Conan et Toru Amuro. |                                                         |                                            |                                                                                               |                                                  |
| 26 | Détective Conan : Le Sous-marin noir                    | 名探偵コナン 黒鉄の魚影                    | Meitantei Conan: Kurogane no Sabumarin                                                        | 14 avril 2023 (Japon) 2 août 2023 (France)       |
| Des ingénieurs du monde entier se sont réunis pour le fonctionnement à grande échelle de "Pacific Buoy", une installation en mer permettant de connecter les caméras de sécurité appartenant aux forces de police du monde entier. Conan et les Détectives Juniors visitent Hachijō-jima à l'invitation de Sonoko et reçoivent un appel téléphonique les informant qu'un employé d'Europol a été assassiné. |                                                         |                                            |                                                                                               |                                                  |
| 27 | Détective Conan : L'Étoile à un million de dollars      | 名探偵コナン 100万ドルの五稜星             | Meitantei Konan: Hyakuman Doru no Michishirube                                                | 12 avril 2024 (Japon) 19 juin 2024 (France)      |
| Kaito Kid a annoncé son prochain vol ! Dans la ville de Hakodate, il va s'emparer de deux sabres japonais détenu par la famille Onoe. Conan et Heiji Hattori qui se trouve dans la ville pour un tournoi de kendo vont tout faire pour l'en empêcher. Mais l'affaire se complique après que le cadavre d'un homme soit retrouvé dans le quartier des entrepôts de la ville. La piste les mène alors vers l'existence d'un mystérieux trésor qui est également recherché par un marchand d'arme américano-japonais. Une course contre la montre s'engage alors entre les deux parties. |                                                         |                                            |                                                                                               |                                                  |
| 28 |                                                         | 名探偵コナン 隻眼の残像                    | Meitantei Konan Sekigan no Furasshubakku)                                                     | 18 avril 2025 (Japon)                            |

## OAV
Liste des OAV de Détective Conan.
Cliquez ici pour avoir la liste des OAV et Magic Files de Détective Conan.

## Téléfilms
| No | Titre français                             | Titre japonais                     | Titre japonais                             | Date de 1re diffusion                 |
| No | Titre français                             | Kanji                              | Rōmaji                                     | Date de 1re diffusion                 |
| --- | ------------------------------------------ | ---------------------------------- | ------------------------------------------ | ------------------------------------- |
| 1 | Lupin III contre Détective Conan           | ルパン三世VS名探偵コナン           | Rupan Sansei tai Meitantei Conan           | 27 mars 2009                          |
| Premier téléfilm, d'une durée spéciale de 105 minutes. C'est un crossover avec une autre série légendaire. Conan y affronte Edgar de la Cambriole plus connu sous le nom de Lupin III au Japon. |                                            |                                    |                                            |                                       |
| 2 | Lupin III contre Détective Conan - Le Film | ルパン三世VS名探偵コナン THE MOVIE | Rupan Sansei tai Meitantei Conan THE MOVIE | 7 décembre 2013 (Japon) 2023 (France) |
| Second film (distribué, cette fois-ci, au cinéma), c'est un nouveau crossover avec la série Lupin III.                                                                                          |                                            |                                    |                                            |                                       |

## Drama télévisés live
| No | Titre français                                                                                | Titre japonais                   | Titre japonais                                                                | Date de 1re diffusion |
| No | Titre français                                                                                | Kanji                            | Rōmaji                                                                        | Date de 1re diffusion |
| --- | --------------------------------------------------------------------------------------------- | -------------------------------- | ----------------------------------------------------------------------------- | --------------------- |
| 1 | Détective Conan : Lettre de défi pour Shinichi Kudô                                           | 名探偵コナン- 工藤新一への挑戦状 | Meitantei Conan: Kudō Shinichi he no Chosenjo                                 | 2 octobre 2006        |
| L'histoire se déroule peu avant que Shinichi Kudō ne soit transformé en enfant. Shinichi reçoit une lettre de défi lui indiquant qu'un de ses camarades de classe se fera kidnapper sur un bateau lors d'une sortie scolaire. La victime est Sonoko Suzuki. Ensuite, c'est au tour de Ran Mōri de disparaître. Shinichi doit se dépêcher de les retrouver car le malfaiteur l'a appelé pour l'informer qu'une bombe explosera à minuit là où elles sont enfermées.                                |                                                                                               |                                  |                                                                               |                       |
| 2 | Le Retour de Shinichi Kudô ! Confrontation avec l'organisation                                | 工藤新一の復活！黒の組織との対決 | Kudo Shinichi no Fukkatsu! Kuro no Soshiki to no Taiketsu                     | 17 décembre 2007      |
| Conan, Ran, Ai et le Professeur Agasa se rendent à l'élection de Miss Japon dans le nouvel hôtel de la famille Suzuki. Conan et Ai retrouvent leur forme originelle après avoir mangé un gâteau au baikal. Conan devra élucider le meurtre de Karen, Miss Japon, tout en échappant à l’organisation des hommes en noir, ceux-ci ayant reconnu Ai à la télévision. |                                                                                               |                                  |                                                                               |                       |
| 3 | Lettre de défi pour Shinichi Kudô : Le Mystère de l'oiseau légendaire                         | 工藤新一への挑戦状- 伝説鳥の謎   | Kudo Shinichi e no Chousenjou~Kaichou Densetsu no Nazo~                       | 15 avril 2011         |
| L’histoire prend place 100 jours avant que le héros Shinichi Kudo ne devienne Edogawa Conan. Le jeune lycéen détective se rend avec Ran et les autres dans la ville de Jugoya. Selon une rumeur, une pie-grièche bucéphale géante s’attaque aux gens de la ville et les tue. La ville a prévu d’organiser dans 3 jours un grand festival pour apaiser l’âme de cet oiseau géant. La légende semble liée à la famille Wakura dont les membres sont tués les uns après les autres de la même façon… |                                                                                               |                                  |                                                                               |                       |
| 4 | Détective Conan Drama spécial : Shinichi Kudo et l'Affaire du meurtre du Shinsengumi de Kyoto | 工藤新一京都新撰組殺人事件       | Meitantei Conan Drama special: Kudô Shinichi Kyôto Shinsengumi Satsujin Jiken | 12 avril 2012         |
| Cet épisode traite de deux affaires (dont la première est celle du T.21 CH.4 à 7 de Détective Conan, épisode spécial 162). |                                                                                               |                                  |                                                                               |                       |

## Série télévisée live
Shinichi Kudo, Ran et Kogoro Mouri se réveillent tous trois dans une salle entièrement blanche et vide. Leur ravisseur semble en vouloir à Shinichi et lui ordonne, pour échapper à la mort, de se rappeler les affaires qu'il a résolu selon la date qui apparait sur un socle. Selon la résolution, il doit y inscrire un mot de passe précis qui leur permet de pénétrer dans une autre salle blanche. Shinichi doit continuer ce jeu jusqu'à la dernière salle et ainsi découvrir qui est le coupable.